# Synchlora cupedinaria
Synchlora cupedinaria là một loài bướm đêm trong họ Geometridae.